# 日東交通 (千葉県)

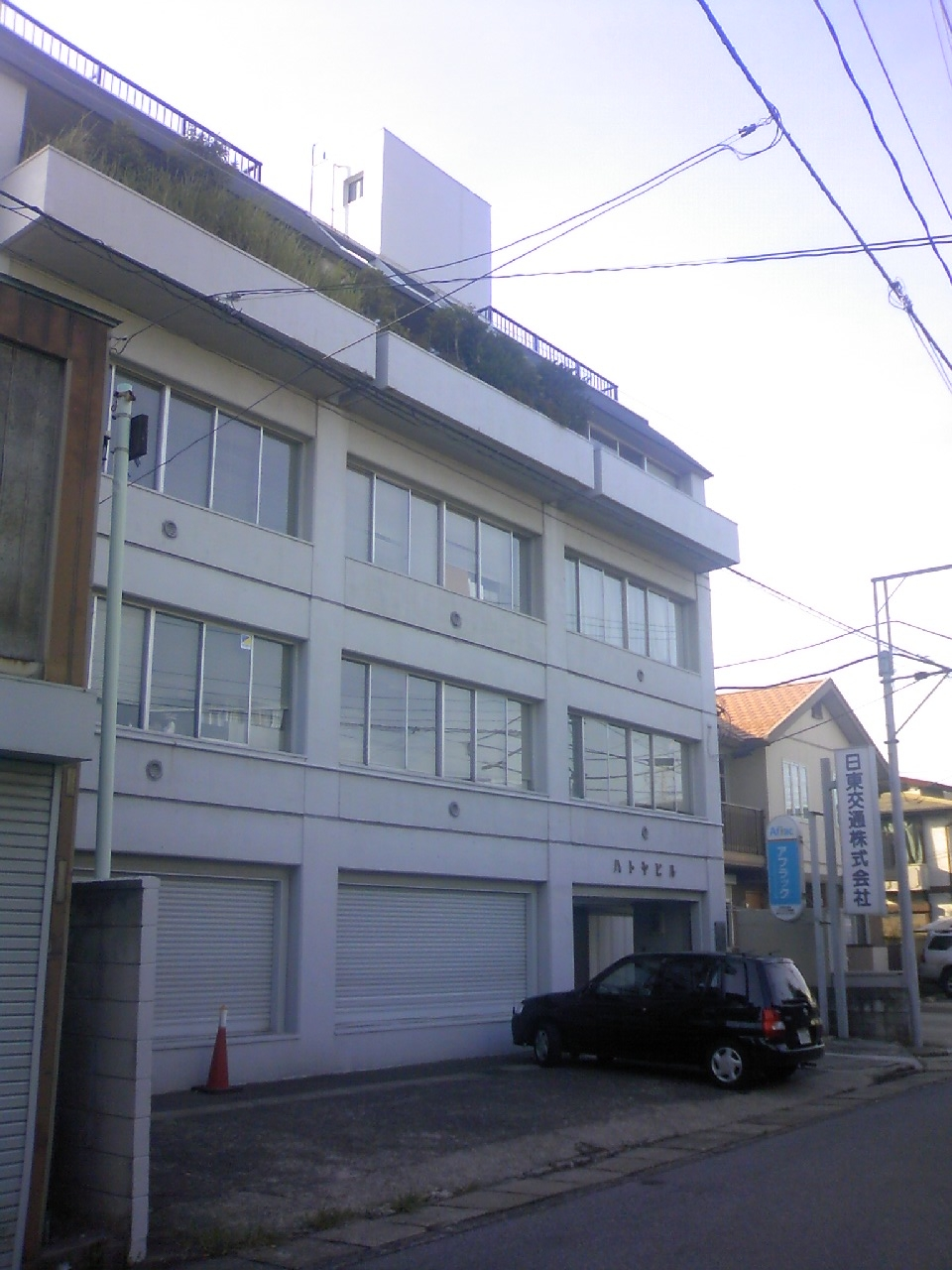
旧本社ビル

日東交通株式会社（にっとうこうつう、英: Nitto Kotsu Co.,Ltd.）は、千葉県木更津市に本社を置くバス会社。房総半島南部で主に事業を展開し、一般路線バス、高速バス、貸切バス、特定バスを運行する。沿線自治体からの委託を受けてコミュニティバスの運行も行う。
日東交通の前身は、旅館「万歳館」の自動車部として1913年（大正2年）4月に設立され、千葉県で初のバス路線を開業した。京成グループの影響力が強い千葉県内において大手私鉄グループなどに属さず、鉄道会社をルーツに持たない独立系のバス専業事業者である。

## 概要
房総半島南部一円に運行エリアを持っており、一般路線バスの運行範囲は木更津市・君津市・富津市・袖ケ浦市（君津地域4市）、館山市・鴨川市・南房総市・鋸南町（安房地域3市1町）、市原市に及ぶ。
貸切バスは千葉県内全域を運行エリアとする。
1994年（平成6年）10月に鴨川日東バス、館山日東バス、天羽日東バスを分社化したことで安房地域の一般路線バス事業を移管した。その際に館山市にあった本社を木更津市へ移転している。館山・鴨川の高速バス部門の一部と貸切部門は分社化せず、本体に高速営業所・観光営業所として存在していた。その後2017年（平成29年）10月1日に天羽日東バスを、2020年（令和2年）10月1日に鴨川日東バス・館山日東バスを吸収合併したことにより、房総半島南部全域を再びエリアとすることになった。
一般路線バス、貸切バスのほか、日本製鉄君津製鉄所、JERA富津火力発電所関連の特定輸送も手がけている。

## 沿革

### 創業期
大正初期当時の南房総は、県外との交通機関は海路のみで、東京に着いてから各地へ旅をするという、陸の孤島同然の半島であった。
鉄道線が1912年（大正元年）8月に木更津駅（内房線）まで、1913年（大正2年）6月に勝浦駅（外房線）まで、それぞれ開通するまで南房総の陸上交通は人馬車が唯一の交通機関だった。
木更津・勝浦両駅から鉄道線が延長されると同時に、1913年（大正2年）4月、君津郡湊町（現：富津市）の旅館「万歳館」が自動車部を設立し、千葉県内における最初の許可を得て、千葉県初のバス路線となる木更津港 - 上総湊間の路線を開業。同町および木更津町（現：木更津市）で乗合自動車の運行を開始した。これが日東交通のルーツである。運行に際してはイギリス大使館より払い下げた1910年型ダラック5人乗り乗用車が使用された。
内房地区は避暑地として観光で栄え、また外房地区は日蓮の聖地として信仰を集め、県内外より来訪する観光客が増加した。その甲斐もあり、乗合自動車は団体客や一般旅客の輸送で繁栄した。
1929年（昭和4年）4月、安房鴨川駅で房総東線（現：JR外房線）と房総西線（現：JR内房線）が結ばれ、房総半島を一周する鉄道線が開通した。こうして県内外の陸上交通の整備が進んだ一方で、船舶による旅客輸送は撤退の一途をたどった。

### 創立後10年間
房総地区においても、三日月自動車や安房自動車、房州自動車などといった数社の乗合自動車会社が設立された。しかし、1923年（大正12年）に発生した関東大震災を境に経済恐慌が起こり、不況の波は南房総の地にも押し寄せた。ほとんどが弱小基盤にあったバス事業者は少資本で過当競争に耐えられず、合同会社を設立するに至った。
1927年（昭和2年）3月、安房郡北条町（現：館山市）に本社を置く安房自動車と、安房郡白浜村（現：南房総市白浜町）に本社を置く房州自動車が合併し、安房合同自動車が設立された。これが現在の日東交通の法人としての母体となる。
創立当初は、合併により過当競争は終息したものと思われたが、不況の波は国内経済を行き詰まらせ、安房合同自動車も経営難に陥った。このとき予想外の事態が発生する。鉄道省は1933年（昭和8年）、白浜町・千倉町（現：南房総市千倉町）など7町村を基盤として省営自動車の運行を決定した。鉄道のない当該地域は安房合同自動車のドル箱路線を擁していたが、当時の鉄道省は重複区間で乗合自動車の運行を開始した。こうして重点路線の廃止という憂き目を見た安房合同自動車は、保田（現：鋸南町）・平群（現：南房総市富山地区）各方面への山間路線新設などで強化を図り窮地を乗り越えた。この期間は、苦難の連続だった一方で会社の基盤を造る期間でもあった。

### 戦中における運営
1937年（昭和12年）には貸切バス事業を開始。日中戦争勃発から1945年（昭和20年）8月の終戦までの間、木更津・館山両市中心部には軍都として、木更津海軍航空隊や館山海軍航空隊の基地など大規模な軍事施設が造られた。あわせて人口も増加し、会社としても繁栄した。
しかし国家総動員法が施行されると共に、1938年（昭和13年）にガソリン消費規制令が発令され、戦況が進むと同時に車両やタイヤなどといった重要物資はすべて統制対象になってしまう。翌年の1939年（昭和14年）から、ガソリンに替わって木炭・薪を燃料とする「木炭バス」が運行の主体となった。
1941年（昭和16年）より太平洋戦争に突入し、運行に不可欠な物資は徐々に失われ、乗合自動車業界においても厳しい戦争経済の状況へと陥った。一部の従業員は兵士として招集され、車両資材の調達もままならない状態となり、実働車両がわずか5両という日も珍しくはなかった。

### 日東交通の誕生

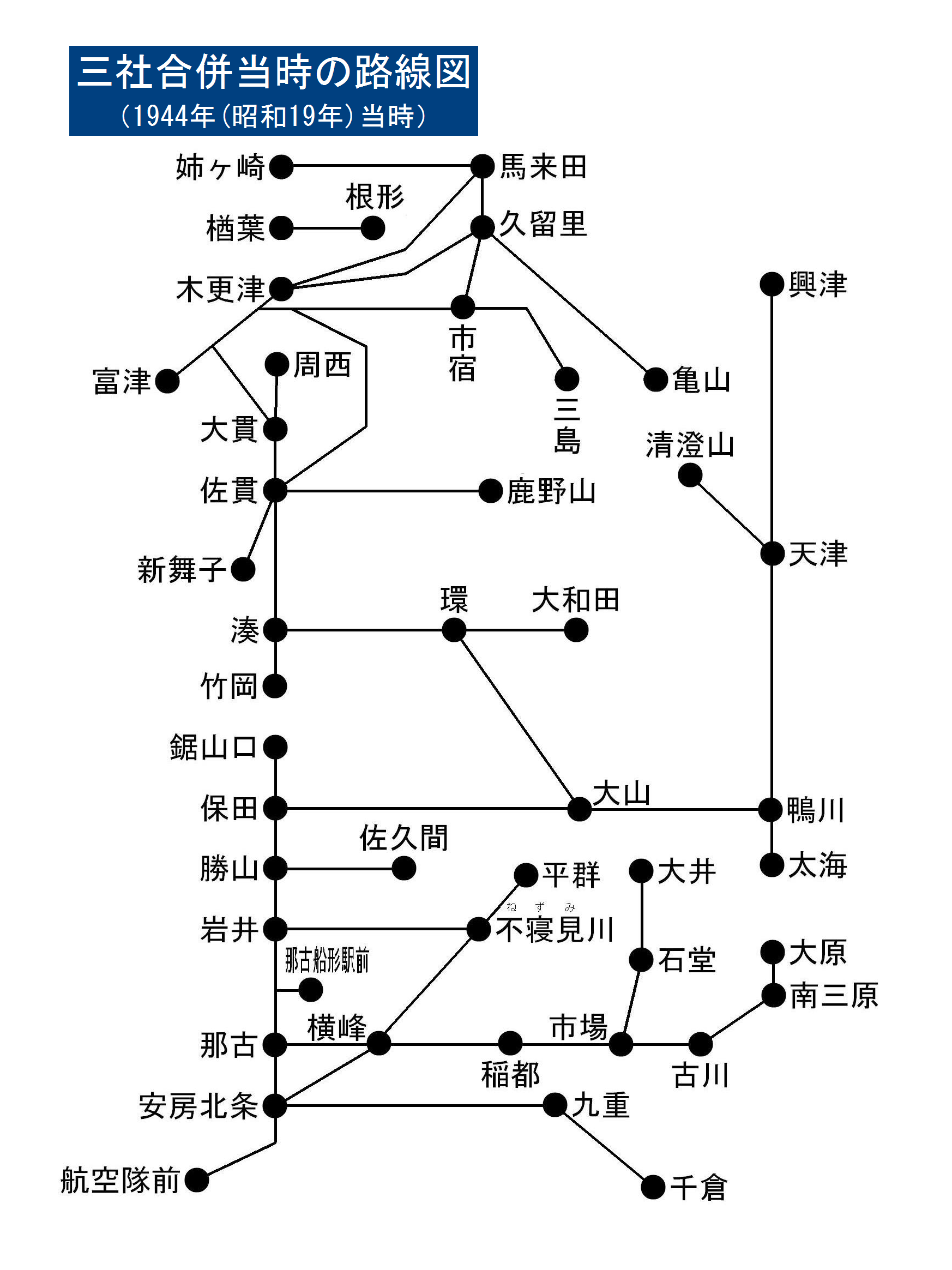
三社合併当時の路線図

旅客輸送における責務を果たすために、この難局を放任することは許されなかった。
1943年（昭和18年）、安房合同自動車・君津合同自動車・外房内湾自動車の3社は、政府各方面からの要請を受け、合併協議を開始し事態の収拾に取りかかったが、各社の資本構成や合併条件などの問題から、協議は暗礁に乗り上げてしまう。
3社は、この非常事態収拾に対する合議の結果、安房郡出身の実業家である中村庸一郎（当時、衆議院議員）に協力を打診。中村も事の重大性に理解を示し、3社の合併準備も進んだことから、郷土の交通事業のためにと積極的に行動を起こした。
協議開始時に直面していた資金面・条件面の問題も3社の要望どおりに解決し、多額の資本注入を得て協議が無事成立。3社合併の準備として、まずは安房合同自動車と君津合同自動車が合併した。
翌1944年（昭和19年）7月、外房内湾自動車と丸共自動車を合併し、日東交通株式会社に商号変更。社長には合併のため尽力した中村庸一郎が就任した。

### 戦後から昭和末期まで
終戦後の1954年（昭和29年）12月、本社を館山市北条2203番地の3へ移転。戦後復興とそれに続く高度経済成長の時代に、日東交通としての歩みを進めてゆく。
1960年代に入ると、1966年（昭和41年）9月に本社車両整備工場と鴨川営業所整備工場を新築移転。翌1967年（昭和42年）12月には木更津営業所貝渕基地を新設し、設備の拡充に努めた。1968年（昭和43年）4月には新日鐵君津製鐵所構内に君津営業所を新設し、京葉工業地帯における営業基盤を確立した。
1970年代には千葉県内でも都心のベッドタウンとして宅地開発が進み、日東交通でも1970年（昭和45年）7月に不動産事業を開始した。この時期には多くの鉄道事業者やバス事業者が、沿線開発のため不動産事業に進出している。
1980年代には、1982年（昭和57年）8月に千葉県内で初となる自由乗降制度を導入した。また、翌1983年（昭和58年）8月には木更津営業所平岡車庫を開設し、木更津営業所の路線のうち、姉ケ崎駅・袖ケ浦駅方面など、市原市内と袖ケ浦市内を中心とした路線を管轄させた。
1985年（昭和60年）3月17日から9月16日まで、つくば科学万博のシャトルバスとして連節バスでの観客輸送に協力した。
しかし、1960年代後半から1970年代にかけては自家用車の普及によりモータリゼーションが進み、全国的に路線バスの利用客が減少し始めてきた時代でもあった。千葉県内、特に房総地区にとっても例外ではなく、日東交通でも1980年代からは路線廃止が続いた。この時期から続く利用客減少に伴う赤字の削減を目指し、沿線自治体からの補助金などの支援の下で、不採算路線の縮小や廃止を最小限に抑えつつバス運行を続けてきた状況であった。

### 分社化と高速バス事業参入
1990年代には、1993年（平成5年）12月に本社車両整備工場と富津営業所を新築移転している。
時代が平成に入ると、乗客は全盛期の1969年（昭和44年）に比べて半分以下まで落ち込み、このままでは路線を廃止せざるを得ない状態に陥っていた。そこで同社は旅客数の少ない鴨川・館山・湊管内の3営業所（路線バス部門）を、全額出資の子会社（鴨川日東バス・館山日東バス・天羽日東バス）として、1994年（平成6年）に分離・発足させ、各社の収入に合った運営で路線の維持を図ることに決定した。同年10月、鴨川営業所を鴨川日東バス、館山営業所を館山日東バス、湊出張所を天羽日東バスに分社化し営業開始した。また同年12月には本社を館山市から木更津市新田1丁目4番4号へ移転し、新体制のもとで再スタートを切った。
1997年（平成9年）12月、同社に転機が訪れる。東京湾アクアライン開通により、廃止されたマリンエキスプレス・木更津 - 川崎航路の代替として、木更津駅と川崎駅・横浜駅・羽田空港各方面を結ぶ高速バスの運行を開始し、高速バス事業に参入した。開業後1ヶ月間は通勤客の利用が多く、各線とも乗車率は6割を超えた。アクアラインの開通で、木更津地域と首都圏の間を約1時間でアクセスできることから、その後は、木更津・君津・鴨川・館山の各地域と首都圏などを結ぶ高速路線を次々と開業していった。
翌1998年（平成10年）9月には、車両課を富津市へ移転している。
こうした様々な経営努力が功を奏し、2005年（平成17年）には累積赤字ゼロを成し遂げた。同じ千葉県の房総地区でバス事業を営む小湊鉄道と同様、東京湾アクアライン開通による高速バス事業参入により活路を見出したバス事業者である。

### 子会社再統合と地域貢献
2000年代に入ると、2000年に交通バリアフリー法が施行されたこともあり、一般路線バスにノンステップバスを導入してバリアフリー化をさらに進めた。
2015年（平成27年）からは交通系ICカードサービス・PASMOの導入を開始し、同年3月には高速バスに導入、翌2016年（平成28年）3月からは一般路線バスにも導入し、コミュニティバスにも順次拡大を進めた。
また2015年に同社前身の万歳館自動車部によるバス路線運行開始から1世紀を迎えたことを記念し、初のバスイベントとなる「WakuWaku日東バスフェスタ」をイオン木更津店で開催し、雨天にもかかわらずバスファンなど約600人の観客が来場した。「WakuWaku日東バスフェスタ」はその後も毎年継続的に開催されており、2019年（平成31年）3月9日にイオンモール富津で開催された第5回フェスタでは、観光バス試乗体験、バス洗車機体験・富津営業所工場見学ツアー、日東交通オリジナルグッズやバス廃品販売、日東交通コラボソングを手掛けるシンガーソングライターの渡辺あゆ香によるライブなどが行われた。また2017年7月にはTwitter公式アカウントを開設し、沿線利用客などへのPRにも力を注いでいる。
2010年代後半からは、前述の経緯で合理化の一環として分社化した日東グループ会社の再編も行っている。
2017年（平成29年）6月に関連会社の鏡浦自動車から貸切バス事業を移管。同年10月に天羽日東バスを吸収合併、同年11月には本社を木更津市新田2丁目2番16号へ移転した。また翌2018年（平成30年）6月には館山営業所を館山市正木577番地へ移転している。
2020年（令和2年）10月には館山日東バスと鴨川日東バスを吸収合併し、26年ぶりに富津・館山・鴨川の営業エリア全域が日東交通の直轄扱いになった。

## 年譜

### 創業 - 終戦まで
- 1913年（大正2年）4月 - 旧君津郡湊町（現：富津市 ）の旅館・万歳館（代表：笹生万吉）が自動車部を設立。千葉県初のバス路線となる木更津港 - 上総湊間が開業[1]。
- 1921年（大正10年）4月 - 万歳館自動車部が万歳自動車として法人化。
- 1922年（大正11年） - 小川国松が運営する路線を継承し、君津自動車を設立。
- 1925年（大正14年）2月 - 万歳自動車の本社を湊から鴨川に移転。
- 1927年（昭和2年）3月 - 安房自動車（本社：旧北条町）と房州自動車（本社：旧安房郡白浜村）が合併し、安房合同自動車となる（資本金10万円）[1]。
- 1928年（昭和3年）7月28日 - 万歳自動車が三日月自動車（本社：勝浦）へ路線譲渡の後に解散。
- 1931年（昭和6年）12月10日 - 君津自動車が君津合同自動車に社名変更。その後、1939年（昭和14年）までに君津郡市の他社路線を吸収し事業区域を拡大する。
- 1937年 （昭和12年） - 貸切バス（観光バス）事業開始[1]。
- 1939年（昭和14年） - 外房遊覧自動車が外房内湾自動車に社名を変更する（東京湾内への路線拡大に伴う）。
- 1942年（昭和17年） - 資本金を19万5千円に増資する。
- 1943年（昭和18年）11月17日 - 君津合同自動車を吸収合併する。併せて、資本金を35万円に増資する。
- 1944年（昭和19年）7月5日 - 外房内湾自動車および丸共自動車を合併し、日東交通株式会社に商号変更[1]。社長には中村庸一郎が就任[1]。資本金を60万円に増資する。

### 戦後 - 1980年代
- 1946年（昭和21年）12月 - 日東交通労働組合を結成。
- 1948年（昭和23年）6月29日 - 資本金を300万円に増資する。
- 1950年（昭和25年）9月25日 - 資本金を600万円に増資する。
- 1951年（昭和26年）9月25日 - 資本金を1,050万円に増資する。
- 1952年（昭和27年）5月2日 - 資本金を1,500万円に増資する。
- 1954年（昭和29年）7月31日 - 資本金を3,000万円に増資する。
- 1967年（昭和42年）12月 - 木更津営業所（貝渕車庫）を現在地に新設する[1]。
- 1968年（昭和43年）4月 - 新日鐵君津製鐵所構内に君津営業所を開設[1]。
- 1969年（昭和41年）5月 - 鏡浦観光を吸収合併する。
- 1970年（昭和45年）7月 - 不動産事業を開始する[1]。
- 1971年（昭和46年） - 自家用車の増加により乗客が減少。路線廃止が本格化。
- 1982年（昭和57年）8月 - 千葉県初の自由乗降制度を導入する。
- 1983年（昭和58年）8月 - 木更津営業所平岡車庫を開設[1]。
- 1984年（昭和59年）4月 - アフラック保険代理業を開始する。
- 1985年（昭和60年）3月17日 - つくば科学万博において、連節バスでの観客輸送に協力する（同年9月16日まで）[5]。

### 1990 - 2000年代
- 1991年（平成3年）10月1日 - 丸線にて初の「メロディバス」の運行を開始（現在は運行終了）。
- 1993年（平成5年）12月 - 富津営業所を開設。車両整備工場も移転し併設する[1]。
- 1994年（平成6年）
  - 4月25日 - 鴨川日東バス・館山日東バス・天羽日東バスを設立。
  - 10月1日 - 鴨川営業所を鴨川日東バス、館山営業所を館山日東バス、（富津営業所）湊出張所を天羽日東バスに分社化、営業を開始する[1]。
  - 12月 - 本社を館山市 から木更津市に移転[1]。
- 1997年（平成9年）
  - 12月18日 - 東京湾アクアライン開通。
  - 12月19日 - 高速バス事業開始、木更津駅 - 川崎駅・横浜駅・羽田空港間の高速路線を開業。
- 1998年（平成10年）
  - 3月14日 - 安房鴨川駅 - 東京駅・浜松町間の高速路線を開業。
  - 12月5日 - グループ共同で環境定期券制度を導入する。
- 1999年（平成11年）2月1日 - 安房鴨川駅 - 千葉駅間の高速路線を開業。
- 2000年（平成12年）7月20日 - 君津 - 東京駅・浜松町間の高速路線を開業[16]。
- 2001年（平成13年）7月15日 - 安房白浜・館山駅 - 東京駅間の高速路線を開業（新規参入による）。
- 2002年（平成14年）
  - 7月15日 - 木更津駅 - 品川間の高速路線を開業。
  - 8月26日 - 君津 - 羽田空港間の高速路線を開業。
- 2003年（平成15年）10月1日 - 君津・木更津 - 東京駅・潮見駅間の高速路線を開業。
- 2005年（平成17年）10月1日 - 君津市からの受託で、君津市コミュニティバスを運行開始。
- 2006年（平成18年）2月10日 - 白浜野島崎・館山駅 - 千葉みなと駅・千葉中央駅間の高速路線を開業。
- 2007年（平成19年）9月1日 - 館山駅 - 羽田空港・横浜駅間の高速路線を開業。
- 2008年（平成20年）9月1日 - 長浦駅 - 品川駅間の高速路線を開業。
- 2009年（平成21年）11月 - 新日鐵君津製鐵所管理センターの移転に伴い、君津営業所を君津市君津1番地から木更津市築地1-1に移転[1]。

### 2010年代以降
- 2011年（平成23年）
  - 7月1日 - グループ共同でノーカー・サポート優待証制度を導入する[17]。
  - 12月4日 - 鴨川営業所の事務所機能を鴨川市横渚945番地から同市広場872番地に移転[1]。
- 2012年（平成24年）
  - 4月 - 三井アウトレットパーク木更津がオープン。東京駅・浜松町発着の高速路線と木更津金田バスターミナル・袖ケ浦バスターミナル発着の一般路線を開業。
  - 12月16日 - 木更津営業所平田車庫を廃止。受け持ち路線は貝渕車庫と富津営業所に分けて移管する。
- 2013年（平成25年）
  - 4月28日 - 君津駅・木更津駅 - 市原 - 成田空港間の高速路線を開業[18]。
  - 11月1日 - 同社初の「生活支援型路線バス」として、八幡台ほたる野線を開業[19]（2017年（平成29年）に休止）。
- 2014年（平成26年）
  - 9月22日 - 日本バス協会の貸切バス事業者安全性評価認定制度（セーフティバス）の「一ツ星」に認定（同様に鴨川日東バスも）[20]。
  - 10月1日 - 館山駅 - 新宿駅間の高速路線を開業。
  - 10月15日 - イオンモール木更津の開業に合わせ、高速路線・一般路線の新規開設等を実施。
- 2015年（平成27年）
  - 2月 - 「WakuWaku日東バスフェスタ」を初開催。
  - 3月21日 - 高速路線でPASMO取り扱い開始[10]。
  - 12月 - 貸切車に化粧室付き特別仕様車を導入[21]。
- 2016年（平成28年）3月19日 - 一般路線でPASMO取り扱い開始[22]。当初の導入路線はイオンモール木更津線と潮見線。
- 2017年（平成29年）
  - 3月20日 - PASMO取り扱いを一般路線全線に拡大（一部路線を除く）[23]。木更津営業所、富津営業所、平岡車庫の全路線において導入完了。
  - 4月1日 - 君津駅 - 新宿駅間の高速路線を開業。
  - 6月1日 - 鏡浦自動車 から貸切バス事業を移管[1]。
  - 7月 - Twitterアカウントを開設。
  - 10月1日 - 天羽日東バス を吸収合併し[1]、富津営業所上総湊出張所とする[14]。
  - 11月 - 本社機能を木更津市新田1丁目から、同市新田2丁目に移転。
- 2018年（平成30年）
  - 時期不明 - 日本バス協会の貸切バス事業者安全性評価認定制度（セーフティバス）の「二ツ星」に認定（同様に鴨川日東バスも）[24]。
  - 3月17日 - 君津営業所管内でPASMO取り扱い開始[25]。
  - 4月1日 - 君津市コミュニティバスでPASMO取り扱い開始[26]。
  - 4月23日 - 高速バスでフリーWi-Fiを設置[27] 。同年6月1日までに分離子会社を含む高速バス全車両に導入完了。
  - 6月18日 - 館山営業所・観光営業所の事務所機能を館山市北条2201番地1から同市正木577番地に移転[28]。
  - 8月20日 - オリジナルグッズの販売をインターネット上にて開始する。
  - 10月1日 - 鴨川 - 渋谷間の高速路線を開業[29]。
- 2019年 （平成31年/令和元年）
  - 11月1日 - 鴨川 - 横浜駅間の高速路線を実証運行開始、2020年（令和2年）1月31日 までの期間限定で運行[30]。
  - 12月17日 - 首都高速道路湾岸線の川崎航路トンネル 内でトラックが炎上したことにより多重追突事故が発生、横浜駅発木更津駅行き高速バスを運転していた同社所属の運転士（50歳）が死亡したほか、乗客を含む計22名が搬送され、このうち2人が重症となる[31][32][33]。
- 2020年（令和2年）10月1日 - 館山日東バスと鴨川日東バスを吸収合併する[1][15]。
- 2021年（令和3年）4月11日 - 上総湊出張所を廃止。受け持ち路線は富津営業所に移管[34]。
- 2023年（令和5年）
  - 3月25日 - 三井住友カードによる協力で日東交通を含む川崎木更津線の運行バス会社4社[35]が共同でVisaのタッチ決済を導入[36]。
  - 7月15日 - 千葉銀行などによる協力でで日東交通を含む川崎木更津線の運行バス会社4社[35]が共同でJCBのタッチ決済を導入予定[37]。
  - 夏以降 - 千葉銀行などによる協力でで日東交通を含む川崎木更津線の運行バス会社4社[35]が共同でアメリカン・エキスプレスのタッチ決済を導入予定[37]。
  - 9月30日 - 一般路線バスの回数券発売終了[38]。休止中の平群線を予約制乗合送迎サービス「チョイソコ南房総・館山」に移行し廃止[39]。
- 2025年（令和7年）
  - 4月1日 - 交通系ICカード利用拡大により、鴨川市コミュニティバス循環線・鋸南町営循環バスを除く全路線で交通系ICカードが利用できるようになった[40]。

## 営業所
- 木更津営業所・観光営業所
  - 貝渕車庫 - 千葉県木更津市貝渕2丁目12-44
  - 平岡車庫 - 千葉県袖ケ浦市野里1425番地
- 君津営業所
  - 千葉県木更津市築地1-1（新日鐵住金君津製鐵所構内）

※ハイヤー事業を兼営
- 富津営業所
  - 千葉県富津市川名767番地1
- 鴨川営業所
  - 千葉県鴨川市横渚945番地
- 鴨川営業所観光係
  - 千葉県鴨川市広場872番地
- 館山営業所（旧・館山日東バス本社営業所）
  - 千葉県館山市北条2201-1
- 館山観光営業所（旧・館山営業所）
  - 千葉県館山市北条2201-1

## 案内所
案内所とは、高速バス及び一般路線バスの乗車券・回数券・定期券の発券、発売をしている窓口を指す。
- 木更津駅西口案内所
  - 千葉県木更津市富士見1丁目2-1
- 木更津駅東口案内所
  - 千葉県木更津市富士見1丁目1-1
- 君津駅南口案内所
  - 千葉県君津市中野4丁目19-17

## 現行路線
< >内は共同運行会社。

### 高速バス
1997年（平成9年）12月の事業参入から2018年（平成30年）現在までに、以下の17路線が運行されている。発着地域ごとに3ケ所の営業所による営業体制を採っている。各路線とも平日は通勤の足として、休日は買い物や観光の足としての利用が多い。また、同社における全体収入は約6割を高速バスが占めており、更なる利用客増加を計るために、高速バスとホテル宿泊をセットにした企画商品の発売 などの施策も行っている。
木更津営業所
- 木更津 - 東京線 <京成バス>
- 三井アウトレットパーク木更津 - 東京線 <京成バス>
- 君津 - 東京線 <京成バス>
- 君津 - 羽田空港線 <京浜急行バス>
- 木更津 - 羽田空港線 <小湊鉄道・京浜急行バス・東京空港交通>
- 木更津 - 品川線 <小湊鉄道・京浜急行バス>
- 長浦 - 品川線 <小湊鉄道・京浜急行バス>
- 木更津 - 川崎線 <小湊鉄道・川崎鶴見臨港バス>
- 木更津 - 横浜線 <小湊鉄道・京浜急行バス>

館山営業所
- 白浜・館山 - 東京線 （房総なのはな号）<JRバス関東>
- 館山 - 羽田空港・横浜線 <京浜急行バス>
- 館山 - 千葉線 （南総里見号） <京成バス千葉イースト>
- 館山 - 新宿線（新宿なのはな号） <JRバス関東>

鴨川営業所
- 鴨川 - 東京線（アクシー号） <京成バス>
- 鴨川 - 渋谷線（シーバレー号） <東急トランセ>　※運休中
- 鴨川 - 千葉線（カピーナ号） <京成バス千葉イースト>
- 勝浦 - 東京線 <小湊鉄道・京成バス>

### 一般路線バス
ローカル路線が主体となっている。東京湾アクアライン開通後は京浜地区へ商圏が移ったことで、駅周辺の商業施設が衰退の一途をたどると同時に利用客も減少している。一方で、近郊の宅地造成が進むごとに既存の路線を再編するなど一般路線バスの整備にも力を注いでいる。5箇所の営業所、1箇所の車庫の体制となっている。
運行系統・改廃事項など、詳細は各営業所の記事を参照のこと。
木更津営業所
- 潮見線
- 清見台団地線 <小湊鉄道>
- シーアイタウン線
- 八幡台ニュータウン線
- かずさアカデミアパーク線
- 高倉線
- 太田循環線
- 真舟団地循環線
- 畑沢線
- イオンモール木更津線

平岡車庫
- 姉ケ崎線
- 桜台団地線
- のぞみ野・長浦線 <小湊鉄道>
- のぞみ野・平岡線
- 馬来田線

君津営業所
- 君津市内循環線

富津営業所
- 富津線
- 畑沢線
- 三島線
- 周西線
- イオンモール木更津線
- イオンモール富津線
- 富津市役所・君津駅線
- 湊・富津線
- 竹岡線
- 鹿野山線
- 君津・マザー牧場線
- 金谷・マザー牧場線

館山営業所
- 市内線
- 丸線
- 館山鴨川線
- 豊房線
- 白浜千倉館山線
- 白浜千倉線

鴨川営業所
- 市内線
- 館山線
- 長狭線
- 金谷線
- 大学線
- 木更津線

### コミュニティ路線
かつて運行していた一般路線バスの廃止代替バス（21条バス）に端を発する。同社で車両を用意する運行形態となっている。
平岡車庫
- 中郷・富岡線

富津営業所
- 君津市コミュニティバス（小糸川循環線）

上総湊出張所
- 戸面原ダム線
- 湊・富津線
- 笹毛線

鴨川営業所
- 鴨川市コミュニティバス - 鴨川日東バス統合により移管。

館山営業所
- 南房総市営バス - 館山日東バス統合により移管。
- 鋸南町営循環バス - 館山日東バス統合により移管。
- 館山市街地循環バス[44] - 2023年6月1日より正式運行化。

## 車両
いすゞ自動車、日野自動車、三菱ふそうトラック・バス、日産ディーゼル（現：UDトラックス）の国内4メーカーの車両を揃えている。近年導入された車両を以下に記すが、在籍車両など詳細は各営業所の記事を参照。

### 一般路線車

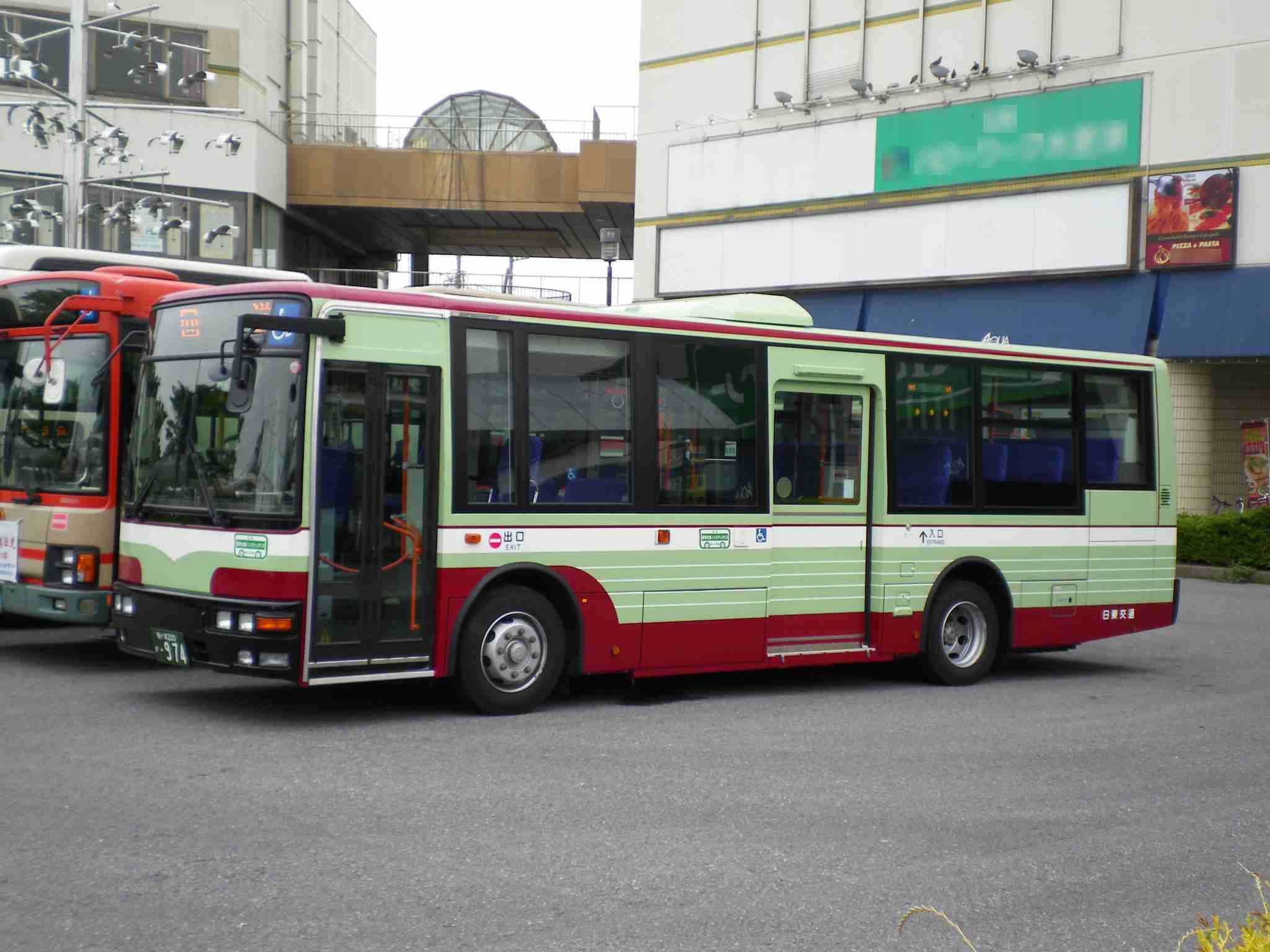
一般路線車 木更津駅西口にて

かつては、ツーステップ・前後扉車（後扉は引戸）が主流だったが、当時の交通バリアフリー法施行に関係して、現在はノンステップないしワンステップ・前中扉車（中扉は折戸ないし引戸）が主流となっている。
また、2000年代後半以降はLED式の行き先表示を採用した新造車を導入している。併せて、既存車両もLED式に交換された。
塗装は君津営業所の車両を除き、昭和20年代から30年代に採用された伝統的なもの（マルーン・草色・白）となっている。君津営業所の車両は、貸切車との共通塗装となっている。
車載機器については、整理券発行機・運賃箱は小田原機器製、デジタル式運賃表示器はレシップ製、車内放送装置・LED式方向幕はクラリオン製のものをそれぞれ採用している。
- いすゞ・エルガミオ、日産ディーゼル・スペースランナーRM、三菱ふそう・エアロスターなど

### コミュニティバス
コミュニティバス（代替バスも含む）は、専用の小型車両が在籍するが、ノンステップ仕様もしくは車椅子用リフト装備など、バリアフリー化（乗降のし易さ）に寄与している。塗装は各自治体独自のデザインが採用されているが、中郷富岡線など一部車両は貸切バスと同一の塗装となっている（先述参照）。
- 日野・ポンチョなど

### 高速車

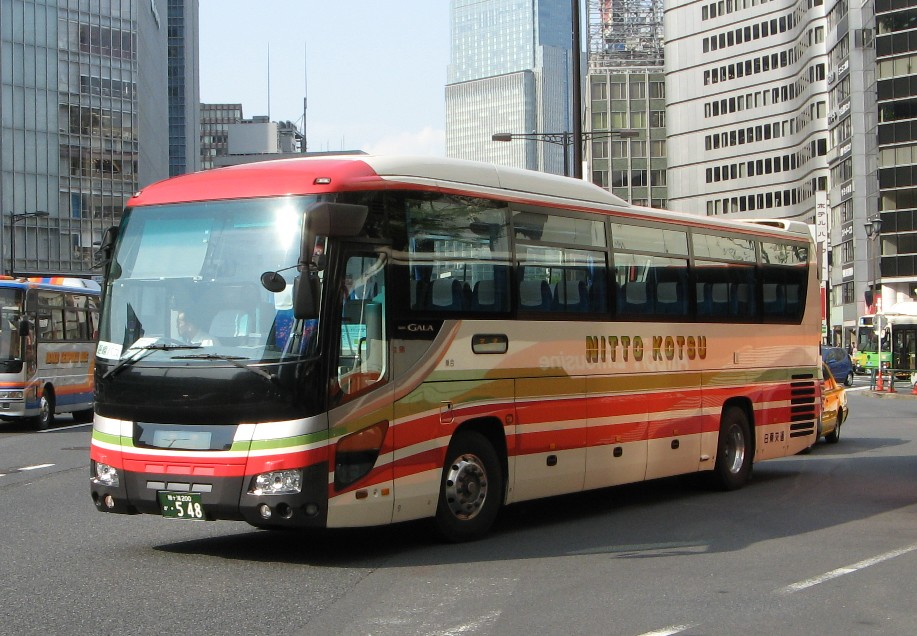
高速車 東京駅八重洲口付近にて

塗装は貸切バスと同一である（後述参照）。ハイデッカーの前扉車（折戸ないしスイングドア）が在籍している。中には化粧室付きや貸切格下げ車も在籍していることから、路線バスと同様に仕様によりバリエーションが豊富である。2015年（平成27年）以降の導入車両は化粧室が標準装備となる。行先表示機は当初幕式だったが、2001年（平成13年）以降の新造車はLED式に変更されている。併せて一部の既存車も車体更新時にLED式に交換された。
車載機器については、整理券発行機・運賃箱は小田原機器製、車内放送装置・LED式方向幕はクラリオン製のものをそれぞれ採用しているが、一部はゴールドキング製の方向幕や一水製作所製の運賃箱を採用した車両もある。
- いすゞ・ガーラ、日野・セレガ、日産ディーゼル・スペースアロー、三菱ふそう・エアロエースなど

### 貸切車

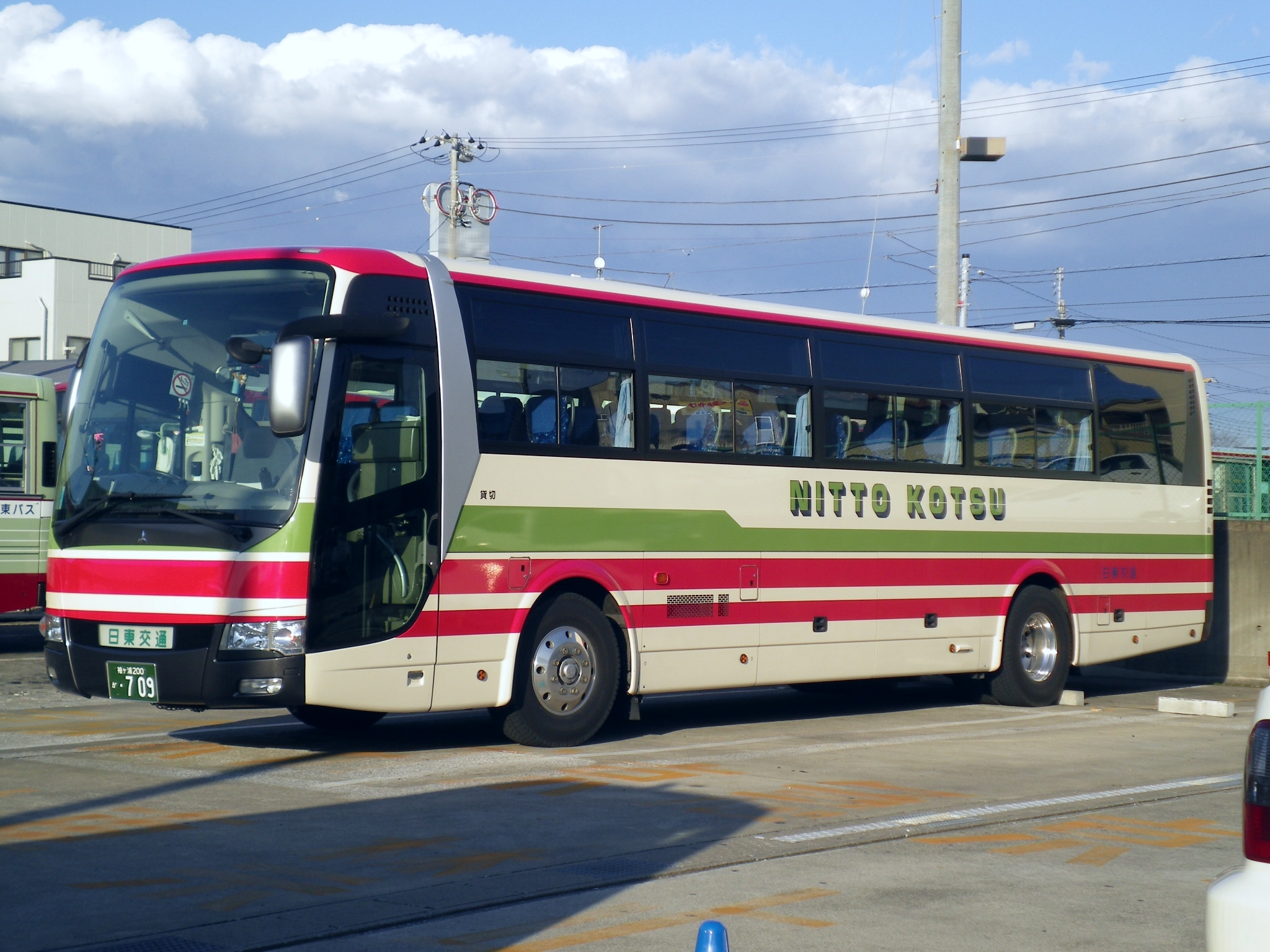
貸切車 館山日東バス本社営業所にて
（配色変更前）

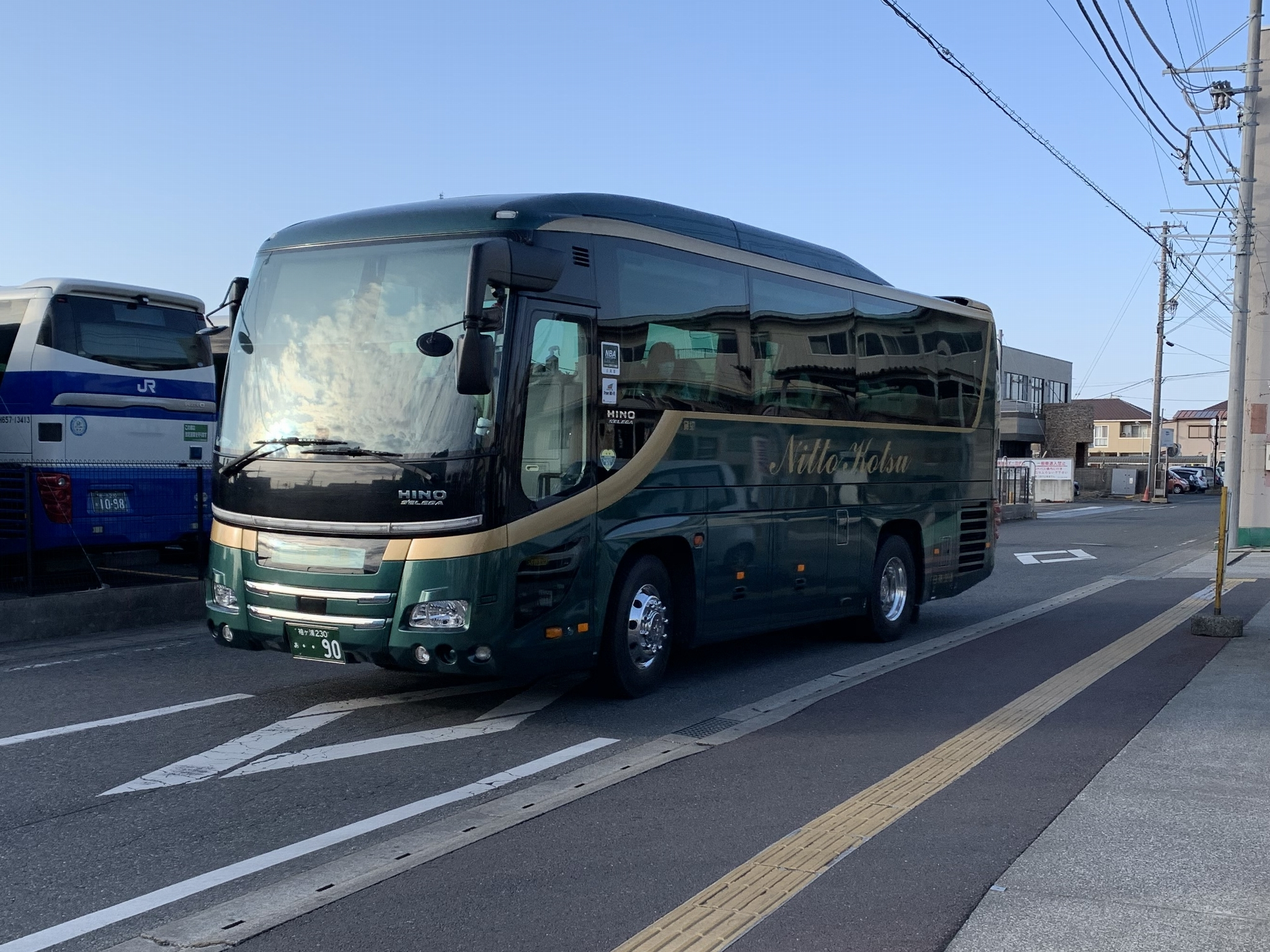
貸切車（プレミアム仕様） 館山日東バス本社前にて

貸切車は、平成時代初頭まで数多く在籍していたが、2000年（平成12年）の道路運送法の改正に伴う規制緩和により、新規の貸切バス事業者の増加で競争が激化し、減車を余儀なくされ、現在在籍する貸切車は少数にとどまっている。
全車ハイデッカーの前扉車（折戸ないしスイングドア）が在籍する。ちなみに90年代前半に導入された車両（富士重工業・17型Mボディ架装）は『210Special（日東スペシャル）』という愛称を持っていた。2015年（平成27年）12月には、化粧室付きの特別仕様車を導入し、同月より同社主催のバスツアーで稼働を始めている。その後、2017年（平成29年）には塗装を深緑基調に赤・緑のラインを配したプレミアム仕様車が導入されている。
現在もスーパーハイデッカー仕様は導入されていない。
塗装は昭和50年代後半に採用された、路線バスカラーを近似化したもの（赤・黄緑・アイボリー）となっており、側面等には『NITTO KOTSU』と社名がローマ字で表記される。また、貸切車と高速車の差別化を図るため、フロントマスクの配色に変更がなされている。
- 三菱ふそう・エアロエースなど

### 特定車
主に自家用仕様（前扉車）が在籍し、塗装は貸切バスと同一である。
君津営業所所属車のほとんどは日本製鉄君津製鉄所の出退勤・構内輸送にも使用されている（詳細は当該項を参照）。また、君津営業所所属車の一部には日本製鉄君津製鉄所の構内輸送専用車となっているものも存在する（車種不明）。

## 系列会社
系列会社として、以下のタクシー事業者を擁する。
- 鏡浦自動車株式会社（本社：館山市北条1882）
  - 社長：河野義輔
  - 営業区域：館山市・鴨川市周辺
- 木更津合同タクシー株式会社（本社：木更津市潮見4-6）
  - 社長：平栁彰司
  - 営業区域：木更津市周辺